# Ordnungspolizei

Vlajka Ordnungspolizei

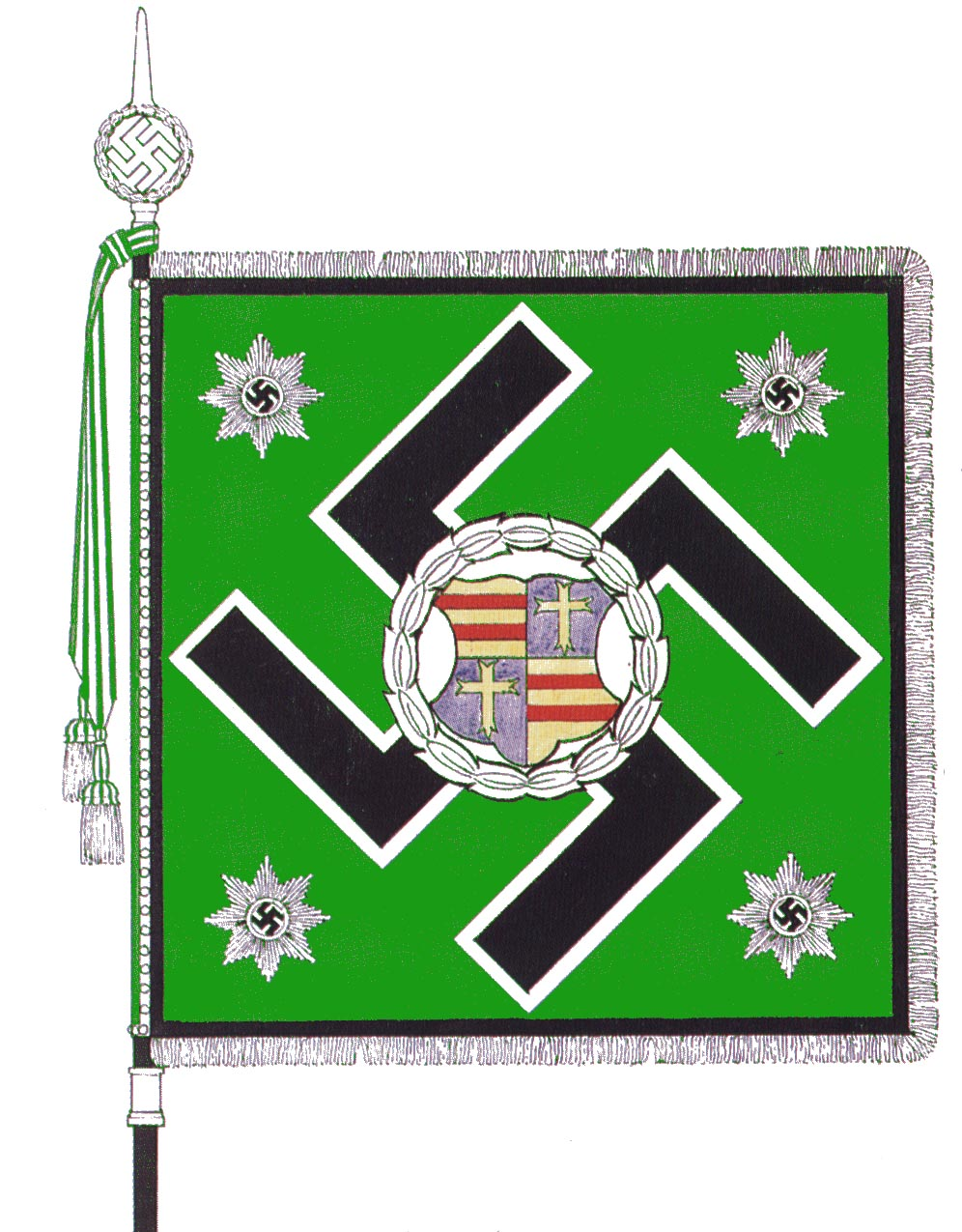
Vlajka Oldenburské Schutzpolizei (zavedena v roce 1933)

Ordnungspolizei (OrPo) byl název pro pravidelné německé uniformované policejní síly během existence nacistického Německa mezi lety 1936 až 1945. Poté, co začali nosit zelené uniformy, byli nazýváni Grüne Polizei (Zelená policie).

## Historie
Název Ordnungspolizei lze doslovně přeložit jako pořádková policie a jsou jí myšleny běžné policejní jednotky. Policejní jednotky byly, v důsledku mocenských ambicí Heinricha Himmlera, od roku 1936 podřízeny velení SS, a to od oblastní úrovně. Kurt Deluege propustil některé profesionály a nahradil je věrnými z řad SS.
Policie byla rozdělena do Ordnungspolizei (OrPo či běžná policie) a do Sicherheitspolizei (SiPo či bezpečnostní policie), které bylo obnoveny po první světové válce. OrPo měla povinnosti běžné uniformované policie, ale i pravomoci stavební policie (Baupolizei) nebo zdravotní policie (Gesundheitspolizei).

## Organizace

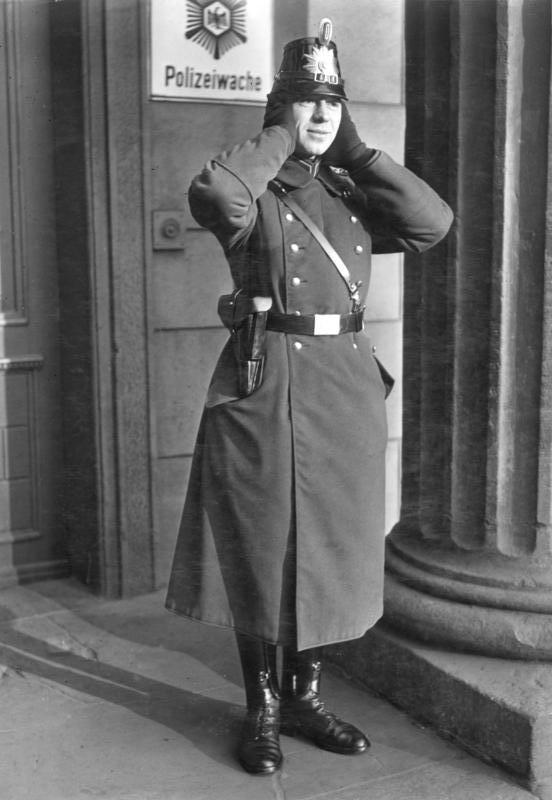
Uniformovaný německý policista, Berlín, leden 1937

OrPo spadala pod velení SS Oberstgruppenführera Kurta Daluegeho, který vše hlásil Reichsführerovi-SS Heinrichu Himmlerovi, jenž jako nejvyšší velitel SS měl pod kontrolou OrPo. Proto byl Himmler jmenován do funkce Chef der Deutschen Polizei. Od roku 1941 bylo OrPo rozděleno na následující úřady:

### Hauptamt Ordnungspolizei
Hauptamt Ordnungspolizei bylo centrální velitelství celé Ordnungspolizei a bylo považováno za plné velitelství SS.
Velitelé
- SS-Oberstgruppenführer Kurt Daluege (1. září 1939 – 31. srpen 1943)
- SS-Obergruppenführer Alfred Wünnenberg (31. srpen 1943 – 8. květen 1945)

### Schutzpolizei
Schutzpolizei (česky Říšská ochranná policie) fungovaly jako městské policejní síly Německa s úkolem dohlížet na dodržování zákonů a nařízení v německých městech. Schutzpolizei byla rozdělena na:
- Schutzpolizei des Reiches (velkoměsta)
- Schutzpolizei der Gemeinden (menší města)

V některých nacisty okupovaných zemích, například v protektorátě, tvořily jednotky Schutzpolizei hlavní část okupačních sil.

### Gendarmerie
Gendarmerie (říšské četnictvo) nebo také venkovská policie měla za úkol udržování pořádku v pohraničních oblastech, horských oblastech a na vesnicích. Členové Gendarmerie byli především použiti k bojům s pytláky a také jako domobrana ve vysokohorských oblastech. Avšak s vývojem dálniční sítě v Německu byly v roce 1937 utvořeny skupiny ke hlídání dopravy.

### Verwaltungspolizei

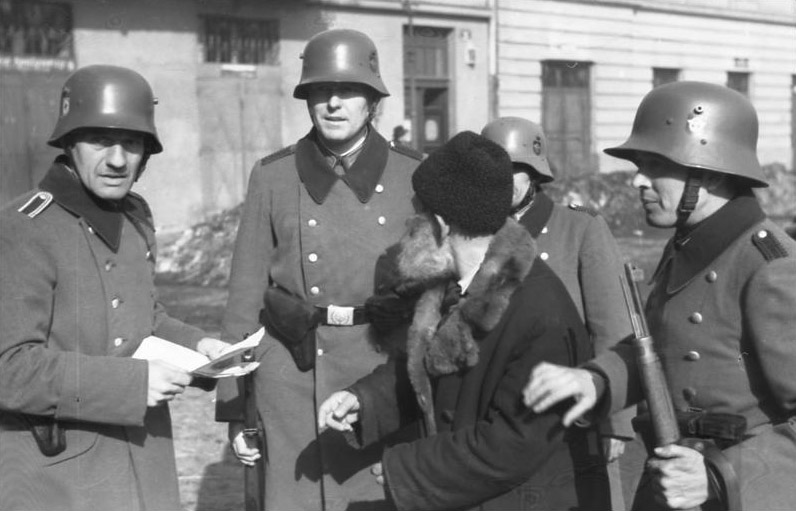
Ordnungspolizei provádí razii v krakovském ghettu

Verwaltungspolizei (správní policie) byla administrativní odnož OrPo a měla celkové velitelské pravomoci pro všechny služebny OrPo. Verwaltungspolizei byl také centrální úřad pro zaznamenávání trestných činů a měla celkové velitelské pravomoci pro civilní složky policie jako byly třeba Gesundheitspolizei (zdravotní policie), Gewerbepolizei (hospodářská a obchodní policie) a Baupolizei (stavební policie). V hlavních městech byly Verwaltungspolizei, Schutzpolizei a Kriminalpolizei organizované do Policejní Administrativy známé jako Polizeipräsidium nebo Polizeidirektion, které měly pravomoci nad policejními silami v městských oblastech.

### Verkehrspolizei
Verkehrspolizei (dopravní policie) měla za úkol dohlížet na dodržování předpisů v dopravě a za bezpečnost na silnicích. Verkehrspolizei byla také používána jako doprovodná eskorta při dopravě vysoce postavených nacistů přes říši.

### Wasserschutzpolizei
Wasserschutzpolizei (vodní policie) byla pobřežní stráž Třetí říše s úkolem udržovat bezpečí na řekách, v přístavech a na vnitrozemských vodních kanálech. Skupina Wasserschutzpolizei byla zařazena do SS-Hafensicherungstruppen, které spadaly do Allgemeine SS jako ochranný personál přístavů.

### Bahnschutzpolizei
Bahnschutzpolizei (železniční policie) byla sestavena pro policejní důstojníky, kteří byli zároveň zaměstnanci Reichsbahn (státní železnice). Bahnschutzpolizei měla za úkol společně s ostrahou železnic předcházet špionážím a sabotážím majetku železnic.

### Postschutz
Postschutz (poštovní policie) zahrnovala zhruba 4 500 členů a měla za úkol udržovat bezpečí na německých poštovních úřadech a zajišťovat ochranu sdělovacích prostředků jako jsou telefonní ústředny a telefonní vedení.

### Feuerschutzpolizei
Feuerschutzpolizei (ochranná policie proti ohni) byla v roce 1938 přeřazena společně se všemi místními hasičskými sbory přeřazena pod OrPo. Pod velení feuerschutzpolizei spadaly všechny profesionální hasičské sbory. Orpo Hauptamt měla pravomoci nad Freiwillige Feuerwehren (místní dobrovolnické hasičské sbory civilistů).

### Luftschutzpolizei
Bezpečnostní a pomocná služba (Sicherheits und Hilfsdienst nebo zkratkovitě SHD) byla vytvořena v roce 1935 jako protivzdušná policie. Byla to civilní ochranná služba, která měla na starosti protivzdušnou obranu a záchranu obětí bombardování, a to všechno ve spojení se Technische Nothilfe (Technické nouzové sbory) a Feuerschutzpolizei (Požární sbory). V dubnu roku 1942 bylo SHD přejmenováno na Luftschutzpolizei (protivzdušná policejní obrana). Síť protiletecké obrany (Luftschutzdienst) byla podporována RLB – Reichsluftschutzbund (Říšská asociace pro protiletecká opatření), která byla od roku 1935 pod kontrolou Ministerstva letectví pod velením Hermanna Göringa. RLB zřídila organizaci protiletecké správy, která byla odpovědná za bezpečí budov.

### Technische Nothilfe

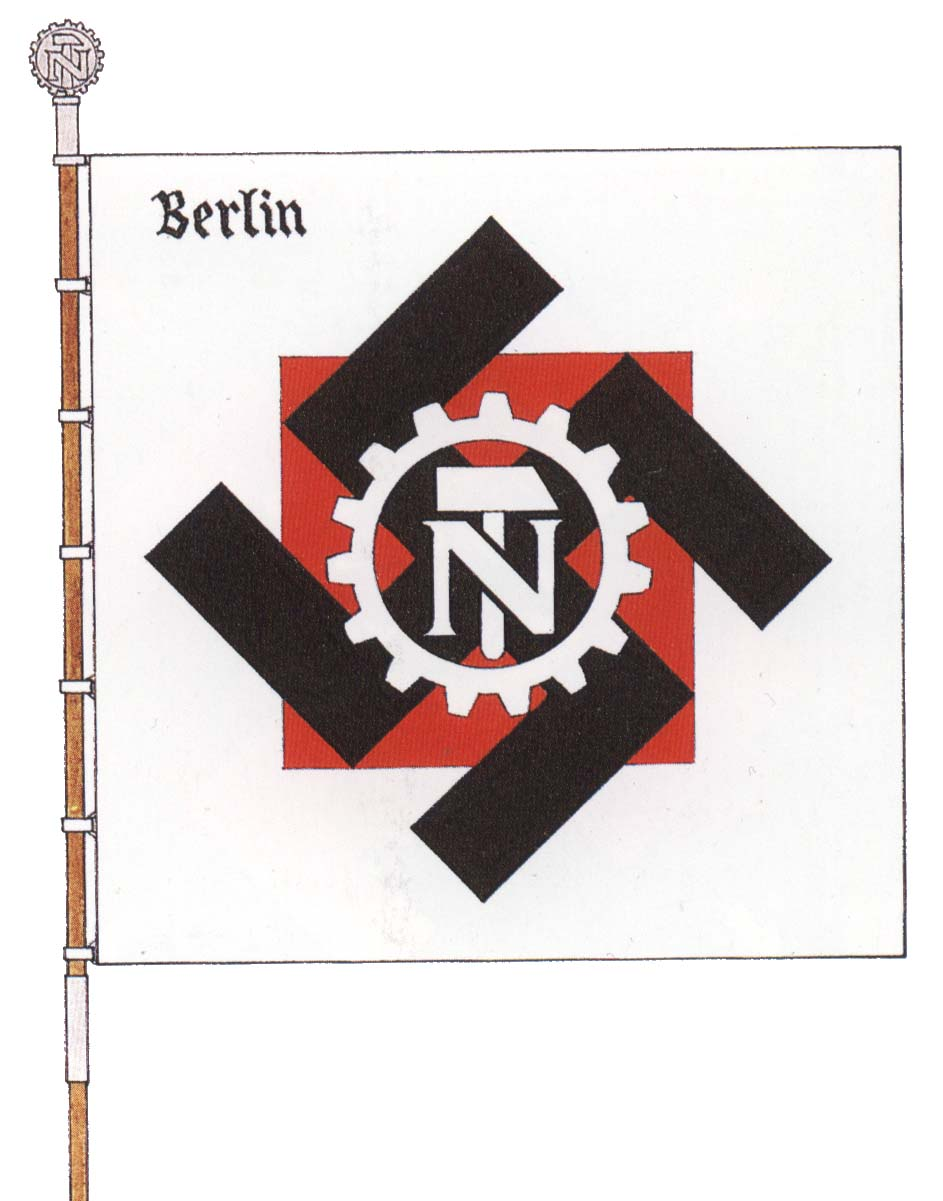
Vlajka Technische Nothilfe skupiny Berlín)

Technische Nothilfe byly známy jako TeNo (technické nouzové sbory), které se skládaly ze ženistů, různých techniků a specialistů na stavební práce. TeNo byly vytvořeny v roce 1919 k údržbě veřejných technických vybavení a základních průmyslových odvětví během vlny stávek. V roce 1930 byly služby na ochranu ovzduší a proti plynu zvětšeny a vybaveny k boji proti přírodním katastrofám (povodně, požáry apod.). Od roku 1937 se TeNo stává součástí technických pomocných sborů policie a spadají pod Orpo Hauptamt. V roce 1943 má TeNo přes 100 000 členů. Po dobu druhé světové války byl jejím velitelem SS-Gruppenführer Hans Weinreich a po jeho penzionování převzal funkci SS-Gruppenführer Willy Schmelcher, který funkci zastával až do konce války.

### Funkschutz
Funkschutz (stráž rádií) byla tvořena z řad mužů SS a OrPo, kteří byli určeni k hlídání německých radiostanic před útoky a sabotážemi. Funkschutz byly také hlavní vyšetřovací službou pro ilegální poslech zahraničních radiostanic.

### Werkschutzpolizei
Werkschutzpolizei (závodní stráž) byla zejména noční ostrahou továren Třetí říše. Jejími příslušníky byli civilisté, kteří zodpovídali centrální kanceláři OrPo. Typicky nosili polovojenský oděv, nejčastěji černé nebo šedé uniformy Allgemeine SS z nadbytečných zásob s nášivkou OrPo.

## Policejní prapory

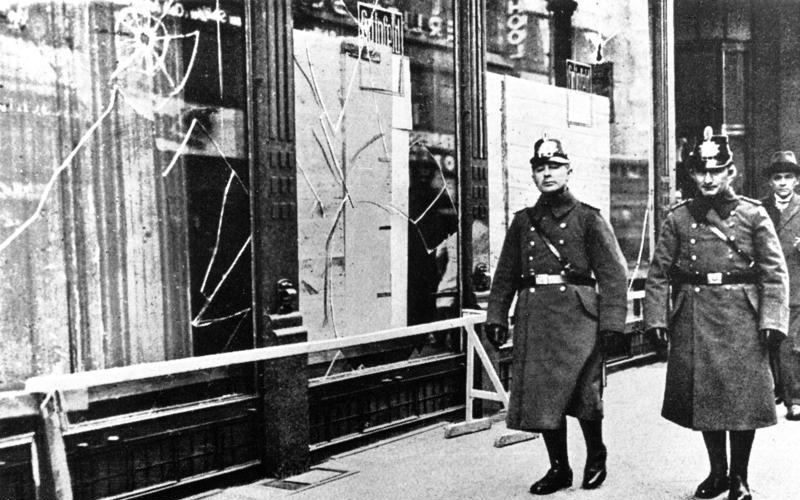
Dva uniformovaní policisté míjí rozbitou výlohu židovského obchodníka na Leipziger Strasse v Berlíně.

Mezi lety 1939 až 1945 Ordnungspolizei udržovala oddělené vojenské formace, nezávislé na hlavních policejních úřadech v Německu. První podobné formace byly policejní prapory, založené za účelem dodržování zákonů na okupovaných územích a k protipartyzánským operacím. Policejní prapory spadaly pod velení místních vyšších velitelů SS a Policie a byly nejčastěji používány jako bezpečnostní síly hlídkující v židovských ghettech v Polsku. Policejní prapory byly jedním ze dvou hlavních zdrojů ze kterých Einsatzgruppen získávala členy. Dalším bylo Waffen-SS. V roce 1942 utvořily policejní prapory 28 policejních pluků. Mnoho z nich zažilo bojové akce na východní frontě při ústupu německé armády.
Nutno poznamenat, že běžná vojenská policie Wehrmachtu byla oddělená od Ordnungspolizei.

## Waffen-SS Policejní Divize
Hlavním vojenským odvětvím Ordnungspolizei byla 4. SS-Panzergrenadier Division „SS-Polizei“, která byla později používána jako zadní voj nebo záložní útvar. Avšak historicky o ní bylo známo, že jí chyběly veškeré znalosti taktiky. Divize byla složena ze 4 policejních pluků, které se podřizovaly personálu OrPo a byla běžně používána k doplnění policejních členů ve vojenských poměrech, aby neztratila policejní personál určený pro Wehrmacht nebo pro divize SS.
V posledním roce druhé světové války bylo několik pluků OrPo SS-Policie přeměněno na 35. SS und Polizei Grenadier Division.

## Hodnosti Orpo

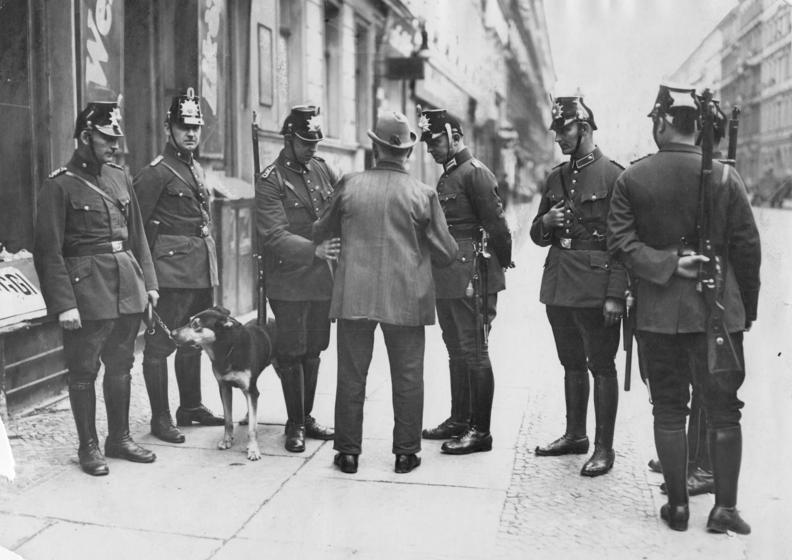
Skupina policistů provádí pouliční kontrolu u židovského obyvatele na Kösliner Straße v Berlíně.

Ordnungspolizei byla oddělena od SS a udržovala svůj vlastní systém hodností a insgignií Orpo. Policisté mohli být členy SS, ale pouze bez aktivní služby. Policejní generálové, kteří byli členy SS, uváděli během války současně obě hodnosti. Například Generalleutnant (Generálporučík), který byl rovněž členem SS, mohl být uváděn jako SS-Gruppenführer und Generalleutnant der Polizei. Navíc tito policejní generálové Orpa, kteří plnili úkoly vyšších velitelů SS a Policie, získali ekvivalentní hodnost Waffen-SS. V srpnu roku 1944 byl Heinrich Himmler jmenován do funkce Chef der Ersatzheeres (Velitel domácí armády), protože měl pravomoce nad zajateckými tábory, které spadaly pod Waffen-SS, a zároveň byly na území, které měl na starost.
| Hodnosti generálové Orpo    | Hodnosti SS         | Český ekvivalent  | Nárameníky | Límcové výložky | Límcové výložky |
| Hodnosti generálové Orpo    | Hodnosti SS         | Český ekvivalent  | Nárameníky | 1936-42         | 1942-45         |
| --------------------------- | ------------------- | ----------------- | ---------- | --------------- | --------------- |
| Chef der Deutschen Polizei  | Reichsführer-SS     | Policejní generál |            |                 |                 |
| Generaloberst der Polizei   | Oberstgruppenführer | Generálplukovník  |            |                 |                 |
| General der Polizei         | Obergruppenführer   | Generálporučík    |            |                 |                 |
| Generalleutnant der Polizei | Gruppenführer       | Generálmajor      |            |                 |                 |
| Generalmajor der Polizei    | Brigadeführer       | Brigádní generál  |            |                 |                 |

| Hodnosti Orpo (sbor vyšších důstojníků a nižších důstojníků) | Hodnosti SS         | Český ekvivalent | Nárameníky | Límcové výložky |
| ------------------------------------------------------------ | ------------------- | ---------------- | ---------- | --------------- |
| Oberst der Polizei                                           | Standartenführer    | Plukovník        |            |                 |
| Oberstleutnant der Polizei                                   | Obersturmbannführer | Podplukovník     |            |                 |
| Major der Polizei                                            | Sturmbannführer     | Major            |            |                 |
| Hauptmann der Polizei                                        | Hauptsturmführer    | Kapitán          |            |                 |
| Oberleutnant der Polizei                                     | Obersturmführer     | Nadporučík       |            |                 |
| Leutnant der Polizei                                         | Untersturmführer    | Poručík          |            |                 |

| Hodnosti Orpo (sbor mužstvo a poddůstojníci)                                                                                       | Hodnosti SS      | Český ekvivalent | Nárameníky     | Límcové výložky |
| --- | ---------------- | ---------------- | -------------- | --------------- |
| Meister | Sturmscharführer | Praporčík        |                |                 |
| Hauptwachtmeister | Hauptscharführer | Nadstrážmistr    |                |                 |
| Revier-oberwachtmeister (Schupo) Bezirks-oberwachtmeister (Gendarmerie) Zugwachtmeister (Kasernierte Polizei)(Kasernierte Polizei) | Oberscharführer  | Strážmistr       |                |                 |
| Oberwachtmeister | Scharführer      | Rotný            |                |                 |
| Wachtmeister | Unterscharführer | Četař            |                |                 |
| Rottmeister | Rottenführer     | Desátník         |                |                 |
| Unterwachtmeister | Sturmmann        | Svobodník        |                |                 |
| Anwärter | Mann             | Vojín            | bez nárameníků |                 |

## Odkaz Orpo
V závěru druhé světové války přestala OrPo existovat, ale mnoho jejích členů pokračovalo s prací jako obvykle a vykonávalo policejní služby pro spojenecké okupační síly. Tradice OrPo pokračovala ve Východním Německu, kde jí udržovaly státní policejní síly (Volkspolizei), které byly navrženy podle struktur OrPo a SS. V Západním Německu byla policie decentralizována podle jednotlivých spolkových zemí (Bundesland), z nichž každá později založila policejní síly zvané zemská policie (Landespolizei), fungující dodnes. Mnoho předpisů, procedur a dokonce některé uniformy a insignie, které dnes používá zemská policie, mají původ z OrPo a dokonce i z období Výmarské republiky.